# دینو (نرم‌افزار)
دینو (انگلیسی: Deno) یک سیستم زمان اجرا برای جاوا اسکریپت و تایپ‌اسکریپت که بر پایه موتور جاوااسکریپت وی۸ و زبان برنامه‌نویسی راست (زبان برنامه‌نویسی) است. این نرم‌افزار توسط رایان دال ایجادکنندهٔ اصلی نود.جی‌اس ایجاد شده است و بر امنیت و بازدهی تأکید کرده است که سال ۲۰۱۸ توسط Dahl در حین سخرانی «۱۰ چیزی که درباره نود.جی‌اس پشیمانم» معرفی شد. دینو صراحتاً نقش زمان اجرا و سامانه مدیریت بسته را در اجراپذیری واحد، به جای نیاز به یک برنامه مدیریت بسته جداگانه، به عهده می‌گیرد.